# هدى شعراوي (ممثلة)
هدى شعراوي (28 أكتوبر 1938 -)، ممثلة سورية. اشتهرت باسم «أم زكي»، وهي اسم الشخصية التي كانت تقدمها في مسلسل باب الحارة.

## عن حياتها
دخلت للمجال الفني عن طريق الفنان أنور البابا، حيث شاهدها مع والدتها عند أصدقاء مشتركين، فجاء بنص وطلب منها أن تقرأه وبعد أن سمع وشاهد أدائها أخذها لمبنى الإذاعة، وقد شاركت في مسلسل إذاعي بدور فتاة صغيرة وبعده شاركت في مسلسل بعنوان «صرخة بين الأطلال». وهي من أوائل الفتيات اللواتي عملن في الإذاعة السورية، كما شاركت بالغناء فيما بعد في العديد من الأعمال التلفزيونية حيث تمتلك موهبة الغناء. عملت في الكوافير وقد شاركت بعدد جيد من الأعمال في التلفزيون والسينما والمسرح، وهي عضو مؤسس للنقابة الفنانين السوريين.

## أعمالها

### من المسرحيات
- يوم من أيام الثورة العربية
- عريس لقطة
- لحد هون وبس
- الخانم والسكرتيرة

### من الأفلام
- الشمس في يوم غائم
- أوراق مكتوبة
- ذكرى ليلة حب
- حارة العناتر
- اتفضلوا ممنوع الدخول
- غراميات خاصة
- غرام المهرج

### من المسلسلات
- أهل الراية 2
- أهل الراية
- نساء بلا أجنحة
- رمح النار
- أحلام أبو الهنا
- طقوس عائلية
- فوزية
- الدغري
- درب التبان
- حروب عائلية
- أيام شامية
- عودة غوار
- باب الحارة
- عيلة خمس نجوم
- بطل من هذا الزمان
- دنيا
- حمام شامي
- قلة ذوق وكثرة غلبة
- عيله سبع نجوم
- ((بيت جدي))
- رجال العز
- زمن البرغوث

## روابط خارجية
- هدى شعراوي على موقع IMDb (الإنجليزية)
- هدى شعراوي على موقع قاعدة بيانات الأفلام العربية
- هدى شعراوي على موقع قاعدة بيانات الفيلم (الإنجليزية)